# HC Slavia Praha 2021/2022
HC Slavia Praha 2021/2022 popisuje působení hokejového klubu HC Slavia Praha ve druhé nejvyšší české soutěži v sezóně 2021/2022. Hlavním trenérem celku byl Jiří Veber.

## Příprava
| 5. srpna 2021 17.30                                                                                        | HC Slavia Praha                                                                                            | 5 : 2 (0:0, 3:1, 2:1)       | HC Sparta Praha                     | Zimní stadion Eden                                                |  |
| Martin Michajlov                                                                                           | Martin Michajlov                                                                                           | Brankáři                    | Oldřich Cichoň                      | Rozhodčí: Tomáš Battěk David Čáp Čároví: Jakub Dědek Ondřej Žídek |  |
| Robin Všetečka 21:56' Michal Poletín 33:10' Daniel Kružík 39:56' Jaroslav Brož 47:50' Daniel Kružík 48:44' | Robin Všetečka 21:56' Michal Poletín 33:10' Daniel Kružík 39:56' Jaroslav Brož 47:50' Daniel Kružík 48:44' | 1:0 1:1 2:1 3:1 4:1 5:1 5:2 | 26:45' Jan Kern 49:46' Adam Polášek | Rozhodčí: Tomáš Battěk David Čáp Čároví: Jakub Dědek Ondřej Žídek |  |
| 12 min | 12 min | Tresty                      | 12 min                              | Rozhodčí: Tomáš Battěk David Čáp Čároví: Jakub Dědek Ondřej Žídek |  |

| 10. srpna 2021 16.00                                                                 | HC Slavia Praha                                                                      | 4 : 2 (1:1, 2:1, 1:0)   | HC Stadion Litoměřice                          | Zimní stadion Eden                                           |  |
| Roman Málek                                                                          | Roman Málek                                                                          | Brankáři                | Šimon Šklíba (do 29:58) Lukáš Klika (od 29:59) | Rozhodčí: Jan Jaroš David Čáp Čároví: Jakub Dědek Jiří Flegl |  |
| Michal Poletín 11:50' Daniel Kružík 26:20' Robin Všetečka 33:48' Jiří Doležal 46:49' | Michal Poletín 11:50' Daniel Kružík 26:20' Robin Všetečka 33:48' Jiří Doležal 46:49' | 0:1 1:1 2:1 2:2 3:2 4:2 | 7:32' Ondřej Procházka 31:28' Lukáš Válek      | Rozhodčí: Jan Jaroš David Čáp Čároví: Jakub Dědek Jiří Flegl |  |
| 14 min                                                                               | 14 min                                                                               | Tresty                  | 10 min                                         | Rozhodčí: Jan Jaroš David Čáp Čároví: Jakub Dědek Jiří Flegl |  |

| 12. srpna 2021 18.00                                      | HC Stadion Vrchlabí                                       | 3 : 2 (1:1, 1:1, 1:0) | HC Slavia Praha                           | Zimní stadion Vrchlabí                                                     |  |
| Jakub Soukup                                              | Jakub Soukup                                              | Brankáři              | Martin Michajlov                          | Rozhodčí: Tomáš Veselý Libor Veinfurter Čároví: Aleš Roischel Jan Pechánek |  |
| Patrik Urban 06:11' Tomáš Kaut 20:58' Ondřej Matýš 47:43' | Patrik Urban 06:11' Tomáš Kaut 20:58' Ondřej Matýš 47:43' | 1:0 1:1 2:1 2:2 3:2   | 18:27' Šimon Slavíček 28:38' Tomáš Knotek | Rozhodčí: Tomáš Veselý Libor Veinfurter Čároví: Aleš Roischel Jan Pechánek |  |
| 14 min                                                    | 14 min                                                    | Tresty                | 18 min                                    | Rozhodčí: Tomáš Veselý Libor Veinfurter Čároví: Aleš Roischel Jan Pechánek |  |

| 17. srpna 2021 18.00                                                      | HC Baník Sokolov                                                          | 4 : 1 (1:1, 1:0, 2:0) | HC Slavia Praha     | Zimní stadion Sokolov |  |
| Oldřich Cichoň                                                            | Oldřich Cichoň                                                            | Brankáři              | Roman Málek         |                       |  |
| Adam Rulík 19:15' Tomáš Šmerha 23:10' Vojtěch Tomi 51:10' Jan Pohl 56:14' | Adam Rulík 19:15' Tomáš Šmerha 23:10' Vojtěch Tomi 51:10' Jan Pohl 56:14' | 0:1 1:1 2:1 3:1 4:1   | 09:53' Tomáš Knotek |                       |  |
| 12 min                                                                    | 12 min                                                                    | Tresty                | 24 min              |                       |  |

| 19. srpna 2021 16.00                                                           | HC Slavia Praha                                                                | 4 : 2 (3:0, 1:0, 0:2)   | HC Stadion Vrchlabí                      | Zimní stadion Eden                                                   |  |
| Martin Michajlov                                                               | Martin Michajlov                                                               | Brankáři                | Vojtěch Nečas                            | Rozhodčí: Tomáš Battěk David Čáp Čároví: Stanislav Hnát Ondřej Žídek |  |
| Filip Vlček 04:06' Jaroslav Brož 10:26' Petr Kafka 12:12' Daniel Krejčí 37:03' | Filip Vlček 04:06' Jaroslav Brož 10:26' Petr Kafka 12:12' Daniel Krejčí 37:03' | 1:0 2:0 3:0 4:0 4:1 4:2 | 49:01' Tomáš Kaut 49:35' Dominik Pavlata | Rozhodčí: Tomáš Battěk David Čáp Čároví: Stanislav Hnát Ondřej Žídek |  |
| 14 min                                                                         | 14 min                                                                         | Tresty                  | 12 min                                   | Rozhodčí: Tomáš Battěk David Čáp Čároví: Stanislav Hnát Ondřej Žídek |  |

| 24. srpna 2021 17.30 | HC Slavia Praha     | 1 : 3 (1:2, 0:1, 0:0) | HC Baník Sokolov                                           | Zimní stadion Eden |  |
| Martin Michajlov     | Martin Michajlov    | Brankáři              | Vladislav Habal                                            |                    |  |
| Tomáš Knotek 17:38'  | Tomáš Knotek 17:38' | 0:1 0:2 1:2 1:3       | 07:56' Otakar Šik 15:05' Ondřej Jurčík 23:32' Vojtěch Tomi |                    |  |
| 12 min               | 12 min              | Tresty                | 8 min                                                      |                    |  |

| 26. srpna 2021 17.30                                                                                | HC Stadion Litoměřice                                                                               | 5 : 2 (1:1, 2:0, 2:1)       | HC Slavia Praha                          | Kalich aréna                                                                |  |
| Tomáš Král                                                                                          | Tomáš Král                                                                                          | Brankáři                    | Roman Málek                              | Rozhodčí: Michal Biedermann Milan Vyštejn Čároví: Martin Ševic Jan Votrubec |  |
| Michal Rouha 07:03' Patrik Marcel 33:17' Riku Sihvonen 37:01' Lukáš Válek 43:31' Josef Jícha 48:36' | Michal Rouha 07:03' Patrik Marcel 33:17' Riku Sihvonen 37:01' Lukáš Válek 43:31' Josef Jícha 48:36' | 1:0 1:1 2:1 3:1 4:1 4:2 5:2 | 17:10' Filip Vlček 46:26' Šimon Slavíček | Rozhodčí: Michal Biedermann Milan Vyštejn Čároví: Martin Ševic Jan Votrubec |  |
| 12 min                                                                                              | 12 min                                                                                              | Tresty                      | 4 min                                    | Rozhodčí: Michal Biedermann Milan Vyštejn Čároví: Martin Ševic Jan Votrubec |  |

| 31. srpna 2021 17.30                       | HC Slavia Praha                            | 2 : 3 (0:1, 1:1, 1:1) | Rytíři Kladno                                                   | Zimní stadion Eden                                                     |  |
| Martin Michajlov                           | Martin Michajlov                           | Brankáři              | David Stahl                                                     | Rozhodčí: Tomáš Battěk Daniel Jechoutek Čároví: Josef Špůr Vít Komárek |  |
| Václav Veber 25:25' Martin Ondráček 59:28' | Václav Veber 25:25' Martin Ondráček 59:28' | 0:1 0:2 1:2 1:3 2:3   | 01:19' Nicolas Hlava 23:44' Antonín Melka 46:12' Ondřej Machala | Rozhodčí: Tomáš Battěk Daniel Jechoutek Čároví: Josef Špůr Vít Komárek |  |
| 16 min                                     | 16 min                                     | Tresty                | 39 min                                                          | Rozhodčí: Tomáš Battěk Daniel Jechoutek Čároví: Josef Špůr Vít Komárek |  |

| 2. září 2021 17.30                    | HC Slavia Praha                       | 2 : 4 (1:1, 1:1, 0:2)   | HC Škoda Plzeň                                                                   | Zimní stadion Eden                                              |  |
| Martin Michajlov                      | Martin Michajlov                      | Brankáři                | Dominik Furch (do 31:03) Dominik Pavlát (od 31:04)                               | Rozhodčí: Lukáš Bejček Jan Jaroš Čároví: Jiří Flegl Vít Komárek |  |
| Lukáš Žejdl 01:12' Filip Vlček 36:51' | Lukáš Žejdl 01:12' Filip Vlček 36:51' | 1:0 1:1 1:2 2:2 2:3 2:4 | 15:47' Filip Přikryl 36:18' Tomáš Mertl 41:14' Filip Kuťák 55:53' Dominik Pavlát | Rozhodčí: Lukáš Bejček Jan Jaroš Čároví: Jiří Flegl Vít Komárek |  |
| 10 min                                | 10 min                                | Tresty                  | 16 min                                                                           | Rozhodčí: Lukáš Bejček Jan Jaroš Čároví: Jiří Flegl Vít Komárek |  |

## Chance liga

### Základní část
| 11. září 2021 17.00 | HC Slavia Praha | 10 : 4 (4:1, 2:2, 4:1)                                   | AZ Heimstaden Havířov                                                            | Zimní stadion Eden Návštěvnost: 652                                      |  |
| Martin Michajlov | Martin Michajlov | Brankáři                                                 | Tomáš Fučík (do 20:00) Michal Kořének (od 20:01)                                 | Rozhodčí: Lukáš Květoň Miroslav Petružálek Čároví: Jiří Flegl Matěj Zíka |  |
| Albert Michnáč 07:33' Michal Poletín 08:05' Tomáš Knotek 13:15' Jiří Doležal 18:19' Tomáš Knotek 26:26' Lukáš Žejdl 38:45' Daniel Kružík 43:06' Albert Michnáč 50:19' Lukáš Žejdl 53:49' Petr Kafka 59:59' | Albert Michnáč 07:33' Michal Poletín 08:05' Tomáš Knotek 13:15' Jiří Doležal 18:19' Tomáš Knotek 26:26' Lukáš Žejdl 38:45' Daniel Kružík 43:06' Albert Michnáč 50:19' Lukáš Žejdl 53:49' Petr Kafka 59:59' | 0:1 1:1 2:1 3:1 4:1 5:1 5:2 5:3 6:3 7:3 8:3 8:4 9:4 10:4 | 03:09' Jan Bambula 29:26' Jan Hudeček 37:17' Jan Hudeček 51:22' Antonín Pechanec | Rozhodčí: Lukáš Květoň Miroslav Petružálek Čároví: Jiří Flegl Matěj Zíka |  |
| 16 min | 16 min | Tresty                                                   | 18 min                                                                           | Rozhodčí: Lukáš Květoň Miroslav Petružálek Čároví: Jiří Flegl Matěj Zíka |  |
| 39 | 39 | Střely                                                   | 28                                                                               | Rozhodčí: Lukáš Květoň Miroslav Petružálek Čároví: Jiří Flegl Matěj Zíka |  |

| 15. září 2021 18.00                                              | HC Frýdek-Místek                                                 | 3 : 5 (1:2, 1:2, 1:1)           | HC Slavia Praha                                                                                       | Hala Polárka Návštěvnost: 761                                         |  |
| Juraj Šimboch (do 30:49) Frederik Foltán (od 30:50)              | Juraj Šimboch (do 30:49) Frederik Foltán (od 30:50)              | Brankáři                        | Martin Michajlov                                                                                      | Rozhodčí: Tomáš Cabák Filip Vrba Čároví: Martin Konvička Henrich Kráľ |  |
| Filip Komorski 07:29' Filip Komorski 37:18' Ondrej Šedivý 53:31' | Filip Komorski 07:29' Filip Komorski 37:18' Ondrej Šedivý 53:31' | 1:0 1:1 1:2 1:3 1:4 2:4 3:4 3:5 | 08:38' Filip Vlček 11:00' Tomáš Knotek 25:19' Daniel Krejčí 30:49' Matyáš Zelingr 59:51' Jiří Doležal | Rozhodčí: Tomáš Cabák Filip Vrba Čároví: Martin Konvička Henrich Kráľ |  |
| 4 min                                                            | 4 min                                                            | Tresty                          | 10 min                                                                                                | Rozhodčí: Tomáš Cabák Filip Vrba Čároví: Martin Konvička Henrich Kráľ |  |
| 32                                                               | 32                                                               | Střely                          | 42 | Rozhodčí: Tomáš Cabák Filip Vrba Čároví: Martin Konvička Henrich Kráľ |  |

| 18. září 2021 17.00                                                            | HC Slavia Praha                                                                | 4 : 2 (1:0, 1:1, 2:1)   | HC Benátky nad Jizerou                   | Zimní stadion Eden Návštěvnost: 685                                |  |
| Roman Málek                                                                    | Roman Málek                                                                    | Brankáři                | Jaroslav Pavelka                         | Rozhodčí: Lukáš Bejček Jan Hucl Čároví: Stanislav Hnát Petr Kotlík |  |
| Lukáš Žejdl 19:44' Albert Michnáč 38:22' Tomáš Knotek 40:11' Petr Kafka 57:27' | Lukáš Žejdl 19:44' Albert Michnáč 38:22' Tomáš Knotek 40:11' Petr Kafka 57:27' | 1:0 1:1 2:1 3:1 3:2 4:2 | 31:12' Antonín Dušek 50:24' Daniel Bukač | Rozhodčí: Lukáš Bejček Jan Hucl Čároví: Stanislav Hnát Petr Kotlík |  |
| 16 min                                                                         | 16 min                                                                         | Tresty                  | 18 min                                   | Rozhodčí: Lukáš Bejček Jan Hucl Čároví: Stanislav Hnát Petr Kotlík |  |
| 36                                                                             | 36                                                                             | Střely                  | 24                                       | Rozhodčí: Lukáš Bejček Jan Hucl Čároví: Stanislav Hnát Petr Kotlík |  |

| 22. září 2021 18.00                                                             | SC Marimex Kolín                                                                | 4 : 3 (2:0, 2:1, 0:2)       | HC Slavia Praha                                             | Zimní stadion města Kolín Návštěvnost: 1113                               |  |
| Henri Kiviaho                                                                   | Henri Kiviaho                                                                   | Brankáři                    | Martin Michajlov                                            | Rozhodčí: Kamil Zavřel Lukáš Květoň Čároví: Václav Juránek Stanislav Hnát |  |
| Martin Štohanz 00:51' Ondřej Kachyňa 01:58' Jan Veselý 28:02' Zdeněk Čáp 32:25' | Martin Štohanz 00:51' Ondřej Kachyňa 01:58' Jan Veselý 28:02' Zdeněk Čáp 32:25' | 1:0 2:0 2:1 3:1 4:1 4:2 4:3 | 21:06' Lukáš Žejdl 40:14' Petr Kafka 59:25' Martin Ondráček | Rozhodčí: Kamil Zavřel Lukáš Květoň Čároví: Václav Juránek Stanislav Hnát |  |
| 18 min                                                                          | 18 min                                                                          | Tresty                      | 8 min                                                       | Rozhodčí: Kamil Zavřel Lukáš Květoň Čároví: Václav Juránek Stanislav Hnát |  |
| 19                                                                              | 19                                                                              | Střely                      | 58                                                          | Rozhodčí: Kamil Zavřel Lukáš Květoň Čároví: Václav Juránek Stanislav Hnát |  |

| 25. září 2021 17.00                                                                                    | HC Slavia Praha                                                                                        | 5 : 4 (3:1, 0:3, 2:0)               | Draci Šumperk                                                                     | Zimní stadion Eden Návštěvnost: 678                                       |  |
| Martin Michajlov                                                                                       | Martin Michajlov                                                                                       | Brankáři                            | Martin Holík (do 20:00) Vojtěch Mokry (od 20:01)                                  | Rozhodčí: Daniel Jechoutek Radek Wagner Čároví: Jakub Dědek Petr Maštalíř |  |
| Daniel Krejčí 03:05' Lukáš Žejdl 05:50' Tomáš Pšenička 17:52' Filip Vlček 52:26' Robin Všetečka 58:17' | Daniel Krejčí 03:05' Lukáš Žejdl 05:50' Tomáš Pšenička 17:52' Filip Vlček 52:26' Robin Všetečka 58:17' | 1:0 2:0 3:0 3:1 3:2 3:3 3:4 4:4 5:4 | 18:39' Rok Macuh 20:51' Vojtěch Šilhavý 22:45' Denis Kindl 33:09' Daniel Vachutka | Rozhodčí: Daniel Jechoutek Radek Wagner Čároví: Jakub Dědek Petr Maštalíř |  |
| 10 min                                                                                                 | 10 min                                                                                                 | Tresty                              | 8 min                                                                             | Rozhodčí: Daniel Jechoutek Radek Wagner Čároví: Jakub Dědek Petr Maštalíř |  |
| 37 | 37 | Střely                              | 27                                                                                | Rozhodčí: Daniel Jechoutek Radek Wagner Čároví: Jakub Dědek Petr Maštalíř |  |

| 29. září 2021 18.00      | SK Kadaň                 | 1 : 6 (0:1, 0:3, 1:2)       | HC Slavia Praha | Zimní stadion Kadaň Návštěvnost: 322                                            |  |
| Adam Horák               | Adam Horák               | Brankáři                    | Roman Málek | Rozhodčí: Michal Kostourek Tomáš Zubzanda Čároví: Richard Coubal Stanislav Hnát |  |
| Miroslav Hradecký 56:59' | Miroslav Hradecký 56:59' | 0:1 0:2 0:3 0:4 0:5 0:6 1:6 | 05:41' Jiří Doležal 22:09' Tomáš Pšenička 23:50' Petr Kafka 33:09' Tomáš Knotek 48:27' Lukáš Žejdl 51:29' Tomáš Duda | Rozhodčí: Michal Kostourek Tomáš Zubzanda Čároví: Richard Coubal Stanislav Hnát |  |
| 11 min                   | 11 min                   | Tresty                      | 17 min | Rozhodčí: Michal Kostourek Tomáš Zubzanda Čároví: Richard Coubal Stanislav Hnát |  |
| 17                       | 17                       | Střely                      | 31 | Rozhodčí: Michal Kostourek Tomáš Zubzanda Čároví: Richard Coubal Stanislav Hnát |  |

| 2. října 2021 17.00                                             | HC Slavia Praha                                                 | 3 : 7 (0:4, 1:1, 2:2)                   | HC Dukla Jihlava | Zimní stadion Eden Návštěvnost: 1220                              |  |
| Martin Michajlov (do 12:50) Roman Málek (od 12:51)              | Martin Michajlov (do 12:50) Roman Málek (od 12:51)              | Brankáři                                | Maxim Žukov | Rozhodčí: Lukáš Bejček David Čáp Čároví: Milan Štofa Václav Beneš |  |
| Robin Všetečka 21:38' Michal Poletín 48:57' Tomáš Knotek 58:25' | Robin Všetečka 21:38' Michal Poletín 48:57' Tomáš Knotek 58:25' | 0:1 0:2 0:3 0:4 0:5 1:5 2:5 2:6 3:6 3:7 | 02:39' Daniel Kowalczyk 09:17' Peter Lichanec 11:37' Jakub Illéš 12:50' Matěj Zadražil 20:59' Filip Seman 55:53' Tomáš Havránek 59:30' Filip Seman | Rozhodčí: Lukáš Bejček David Čáp Čároví: Milan Štofa Václav Beneš |  |
| 18 min                                                          | 18 min                                                          | Tresty                                  | 16 min | Rozhodčí: Lukáš Bejček David Čáp Čároví: Milan Štofa Václav Beneš |  |
| 26                                                              | 26                                                              | Střely                                  | 37 | Rozhodčí: Lukáš Bejček David Čáp Čároví: Milan Štofa Václav Beneš |  |

| 6. října 2021 17.30                                                                                     | VHK ROBE Vsetín                                                                                         | 5 : 0 (1:0, 4:0, 0:0) | HC Slavia Praha                                     | Na Lapači Návštěvnost: 2540                                             |  |
| Jakub Málek                                                                                             | Jakub Málek                                                                                             | Brankáři              | Martin Michajlov (do 25:28) Michal Pittr (od 25:29) | Rozhodčí: Tomáš Veselý Jiří Ondráček Čároví: Jan Kleprlík Roman Komínek |  |
| Radim Kucharczyk 05:23' Tomáš Ondračka 20:46' Michal Gago 24:06' Jan Berger 25:28' Lubomír Štach 30:39' | Radim Kucharczyk 05:23' Tomáš Ondračka 20:46' Michal Gago 24:06' Jan Berger 25:28' Lubomír Štach 30:39' | 1:0 2:0 3:0 4:0 5:0   |                                                     | Rozhodčí: Tomáš Veselý Jiří Ondráček Čároví: Jan Kleprlík Roman Komínek |  |
| 8 min                                                                                                   | 8 min                                                                                                   | Tresty                | 6 min                                               | Rozhodčí: Tomáš Veselý Jiří Ondráček Čároví: Jan Kleprlík Roman Komínek |  |
| 40 | 40 | Střely                | 27                                                  | Rozhodčí: Tomáš Veselý Jiří Ondráček Čároví: Jan Kleprlík Roman Komínek |  |

| 9. října 2021 17.00   | HC Slavia Praha       | 1 : 5 (0:3, 1:2, 0:0)   | HC RT TORAX Poruba 2011                                                                                | Zimní stadion Eden Návštěvnost: 591                                   |  |
| Roman Málek           | Roman Málek           | Brankáři                | Ervins Mustukovs                                                                                       | Rozhodčí: Jakub Valenta Jan Hucl Čároví: David Klouček Pavel Sedláček |  |
| Michal Poletín 35:36' | Michal Poletín 35:36' | 0:1 0:2 0:3 0:4 1:4 1:5 | 03:51' Tomáš Guman 13:13' Tomáš Gřeš 13:50' Pavel Jenyš 23:06' Markus Korkiakoski 39:52' Samuel Bitten | Rozhodčí: Jakub Valenta Jan Hucl Čároví: David Klouček Pavel Sedláček |  |
| 10 min                | 10 min                | Tresty                  | 8 min                                                                                                  | Rozhodčí: Jakub Valenta Jan Hucl Čároví: David Klouček Pavel Sedláček |  |
| 33                    | 33                    | Střely                  | 24 | Rozhodčí: Jakub Valenta Jan Hucl Čároví: David Klouček Pavel Sedláček |  |

| 11. října 2021 18.00                                                                        | HC Zubr Přerov                                                                              | 5 : 3 (1:0, 2:2, 2:1)           | HC Slavia Praha                                             | Meo Aréna Návštěvnost: 973                                                |  |
| Lukáš Klimeš                                                                                | Lukáš Klimeš                                                                                | Brankáři                        | Roman Málek                                                 | Rozhodčí: Daniel Jechoutek Ondřej Šudoma Čároví: Tomáš Kučera Jan Vašíček |  |
| Jakub Kubeš 15:48' Jan Süss 20:33' Filip Dvořák 27:56' Jan Süss 58:56' Jakub Svoboda 59:47' | Jakub Kubeš 15:48' Jan Süss 20:33' Filip Dvořák 27:56' Jan Süss 58:56' Jakub Svoboda 59:47' | 1:0 2:0 2:1 3:1 3:2 3:3 4:3 5:3 | 24:28' Tomáš Knotek 29:10' Tomáš Knotek 47:53' Tomáš Knotek | Rozhodčí: Daniel Jechoutek Ondřej Šudoma Čároví: Tomáš Kučera Jan Vašíček |  |
| 12 min                                                                                      | 12 min                                                                                      | Tresty                          | 14 min                                                      | Rozhodčí: Daniel Jechoutek Ondřej Šudoma Čároví: Tomáš Kučera Jan Vašíček |  |
| 38                                                                                          | 38                                                                                          | Střely                          | 31                                                          | Rozhodčí: Daniel Jechoutek Ondřej Šudoma Čároví: Tomáš Kučera Jan Vašíček |  |

| 13. října 2021 18.00                       | HC Slavia Praha                            | 2 : 3 (1:1, 0:1, 1:1) | HC Stadion Vrchlabí                                           | Zimní stadion Eden Návštěvnost: 706                                  |  |
| Dominik Pavlát                             | Dominik Pavlát                             | Brankáři              | Jakub Soukup                                                  | Rozhodčí: Lukáš Bejček Luděk Pilný Čároví: Petr Maštalíř Milan Štofa |  |
| Tomáš Pšenička 12:34' Daniel Krejčí 57:37' | Tomáš Pšenička 12:34' Daniel Krejčí 57:37' | 0:1 1:1 1:2 1:3 2:3   | 02:45' Marek Voženílek 28:47' Patrik Urban 43:32' Jakub Kynčl | Rozhodčí: Lukáš Bejček Luděk Pilný Čároví: Petr Maštalíř Milan Štofa |  |
| 10 min                                     | 10 min                                     | Tresty                | 8 min                                                         | Rozhodčí: Lukáš Bejček Luděk Pilný Čároví: Petr Maštalíř Milan Štofa |  |
| 32                                         | 32                                         | Střely                | 27                                                            | Rozhodčí: Lukáš Bejček Luděk Pilný Čároví: Petr Maštalíř Milan Štofa |  |

| 16. října 2021 17.00                                                                 | HC Stadion Litoměřice                                                                | 4 : 3 (1:3, 2:0, 1:0)       | HC Slavia Praha                                               | Kalich aréna Návštěvnost: 1210                                                    |  |
| Tomáš Král                                                                           | Tomáš Král                                                                           | Brankáři                    | Martin Michajlov                                              | Rozhodčí: Miroslav Petružálek Michal Kostourek Čároví: Martin Kreuzer Jakub Dědek |  |
| Lukáš Pajer 13:27' Riku Sihvonen 22:20' Ondřej Procházka 34:10' Roman Přikryl 57:55' | Lukáš Pajer 13:27' Riku Sihvonen 22:20' Ondřej Procházka 34:10' Roman Přikryl 57:55' | 0:1 1:1 1:2 1:3 2:3 3:3 4:3 | 06:38' Tomáš Knotek 17:34' Tomáš Knotek 19:44' Tomáš Pšenička | Rozhodčí: Miroslav Petružálek Michal Kostourek Čároví: Martin Kreuzer Jakub Dědek |  |
| 4 min                                                                                | 4 min                                                                                | Tresty                      | 26 min                                                        | Rozhodčí: Miroslav Petružálek Michal Kostourek Čároví: Martin Kreuzer Jakub Dědek |  |
| 51                                                                                   | 51                                                                                   | Střely                      | 24                                                            | Rozhodčí: Miroslav Petružálek Michal Kostourek Čároví: Martin Kreuzer Jakub Dědek |  |

| 23. října 2021 17.00                               | HC Slavia Praha                                    | 2 : 3 (0:1, 0:2, 2:0) | SK Horácká Slavia Třebíč                                       | Zimní stadion Eden Návštěvnost: 767                                        |  |
| Martin Michajlov (do 31:40) Roman Málek (od 31:41) | Martin Michajlov (do 31:40) Roman Málek (od 31:41) | Brankáři              | Pavel Jekel                                                    | Rozhodčí: David Čáp Matěj Sýkora Čároví: Richard Coubal Daniel Horažďovský |  |
| Tomáš Knotek 45:35' Robin Všetečka 55:36'          | Tomáš Knotek 45:35' Robin Všetečka 55:36'          | 0:1 0:2 0:3 1:3 2:3   | 19:38' Matěj Psota 29:48' Lukáš Doudera 31:17' Silvester Kusko | Rozhodčí: David Čáp Matěj Sýkora Čároví: Richard Coubal Daniel Horažďovský |  |
| 14 min                                             | 14 min                                             | Tresty                | 12 min                                                         | Rozhodčí: David Čáp Matěj Sýkora Čároví: Richard Coubal Daniel Horažďovský |  |
| 36                                                 | 36                                                 | Střely                | 31                                                             | Rozhodčí: David Čáp Matěj Sýkora Čároví: Richard Coubal Daniel Horažďovský |  |

| 25. října 2021 18.00                                                                               | HC Baník Sokolov                                                                                   | 3 : 4 SN (1:0, 1:2, 1:1 – 0:0 – 0:1)                   | HC Slavia Praha                                                                                         | Zimní stadion Sokolov Návštěvnost: 558                                    |  |
| Adam Beran                                                                                         | Adam Beran                                                                                         | Brankáři                                               | Roman Málek                                                                                             | Rozhodčí: Tomáš Horák Jakub Valenta Čároví: Ondřej Kokrment Martin Tvrdík |  |
| Jan Pohl 09:48' Otakar Šik 39:13' Vojtěch Tomi 55:33' Otakar Šik Jan Pohl Tomáš Šmerha Filip Kuťák | Jan Pohl 09:48' Otakar Šik 39:13' Vojtěch Tomi 55:33' Otakar Šik Jan Pohl Tomáš Šmerha Filip Kuťák | 1:0 1:1 1:2 2:2 2:3 3:3 Samostatné nájezdy 0:0 0:1 0:2 | 37:03' Martin Weinhold 37:14' Tomáš Pšenička 41:05' Lukáš Žejdl Tomáš Pšenička Tomáš Knotek Filip Vlček | Rozhodčí: Tomáš Horák Jakub Valenta Čároví: Ondřej Kokrment Martin Tvrdík |  |
| 6 min                                                                                              | 6 min                                                                                              | Tresty                                                 | 10 min                                                                                                  | Rozhodčí: Tomáš Horák Jakub Valenta Čároví: Ondřej Kokrment Martin Tvrdík |  |
| 35                                                                                                 | 35                                                                                                 | Střely                                                 | 36 | Rozhodčí: Tomáš Horák Jakub Valenta Čároví: Ondřej Kokrment Martin Tvrdík |  |

| 27. října 2021 16.00                                                                  | HC Slavia Praha                                                                       | 4 : 1 (1:1, 1:0, 2:0) | LHK Jestřábi Prostějov | Zimní stadion Eden Návštěvnost: 870                                  |  |
| Roman Málek                                                                           | Roman Málek                                                                           | Brankáři              | Ondřej Bláha           | Rozhodčí: Luděk Pilný Jan Hucl Čároví: Stanislav Hnát Pavel Sedláček |  |
| Robin Všetečka 03:57' Jaroslav Brož 22:46' Patrik Kadeřávek 50:09' Lukáš Žejdl 55:15' | Robin Všetečka 03:57' Jaroslav Brož 22:46' Patrik Kadeřávek 50:09' Lukáš Žejdl 55:15' | 1:0 1:1 2:1 3:1 4:1   | 18:06' Jan Kloz        | Rozhodčí: Luděk Pilný Jan Hucl Čároví: Stanislav Hnát Pavel Sedláček |  |
| 6 min                                                                                 | 6 min                                                                                 | Tresty                | 12 min                 | Rozhodčí: Luděk Pilný Jan Hucl Čároví: Stanislav Hnát Pavel Sedláček |  |
| 21                                                                                    | 21                                                                                    | Střely                | 27                     | Rozhodčí: Luděk Pilný Jan Hucl Čároví: Stanislav Hnát Pavel Sedláček |  |

| 30. října 2021 16.00                                       | HC Slovan Ústí nad Labem                                   | 3 : 4 PP (1:0, 1:0, 1:3 – 0:1) | HC Slavia Praha                                                                    | Zimní stadion Ústí nad Labem Návštěvnost: 968                            |  |
| Šimon Zajíček                                              | Šimon Zajíček                                              | Brankáři                       | Roman Málek                                                                        | Rozhodčí: Miroslav Petružálek Lukáš Bejček Čároví: Petr Baxa Jakub Dědek |  |
| Ondřej Bláha 10:41' Petr Přindiš 24:48' Jan Milfait 58:41' | Ondřej Bláha 10:41' Petr Přindiš 24:48' Jan Milfait 58:41' | 1:0 2:0 2:1 2:2 2:3 3:3 3:4    | 47:45' Tomáš Knotek 48:31' David Šteiner 50:36' David Šteiner 61:50' David Šteiner | Rozhodčí: Miroslav Petružálek Lukáš Bejček Čároví: Petr Baxa Jakub Dědek |  |
| 10 min                                                     | 10 min                                                     | Tresty                         | 10 min                                                                             | Rozhodčí: Miroslav Petružálek Lukáš Bejček Čároví: Petr Baxa Jakub Dědek |  |
| 19                                                         | 19                                                         | Střely                         | 33                                                                                 | Rozhodčí: Miroslav Petružálek Lukáš Bejček Čároví: Petr Baxa Jakub Dědek |  |

| 3. listopadu 2021 17.30               | AZ Heimstaden Havířov                 | 2 : 4 (0:1, 2:1, 0:2)   | HC Slavia Praha                                                                   | Gascontrol Aréna Návštěvnost: 613                                           |  |
| Tomáš Fučík                           | Tomáš Fučík                           | Brankáři                | Roman Málek                                                                       | Rozhodčí: Ondřej Šudoma Nikola Marek Čároví: Michael Hranoš Milan Gančarčík |  |
| Matúš Hlaváč 29:14' Jan Maruna 36:16' | Matúš Hlaváč 29:14' Jan Maruna 36:16' | 0:1 0:2 1:2 2:2 2:3 2:4 | 08:52' Lukáš Žejdl 28:21' Lukáš Žejdl 56:01' Jaroslav Brož 59:59' Martin Ondráček | Rozhodčí: Ondřej Šudoma Nikola Marek Čároví: Michael Hranoš Milan Gančarčík |  |
| 12 min                                | 12 min                                | Tresty                  | 10 min                                                                            | Rozhodčí: Ondřej Šudoma Nikola Marek Čároví: Michael Hranoš Milan Gančarčík |  |
| 33                                    | 33                                    | Střely                  | 28                                                                                | Rozhodčí: Ondřej Šudoma Nikola Marek Čároví: Michael Hranoš Milan Gančarčík |  |

| 6. listopadu 2021 15.00                                                   | HC Slavia Praha                                                           | 2 : 1 SN (1:0, 0:1, 0:0 – 0:0 – 1:0) | HC Frýdek-Místek                                                                           | Zimní stadion Eden Návštěvnost: 584                                          |  |
| Roman Málek                                                               | Roman Málek                                                               | Brankáři                             | Juraj Šimboch                                                                              | Rozhodčí: Daniel Jechoutek David Čáp Čároví: Milan Jindra Daniel Horažďovský |  |
| Tomáš Pšenička 19:50' Tomáš Pšenička Tomáš Knotek Filip Vlček Lukáš Žejdl | Tomáš Pšenička 19:50' Tomáš Pšenička Tomáš Knotek Filip Vlček Lukáš Žejdl | 1:0 0:1 Samostatné nájezdy 0:0 1:0   | 28:00' Jonáš Peterek Jakub Šlahař Alan Lyszczarczyk Jonáš Peterek Tadeáš Král Vít Christov | Rozhodčí: Daniel Jechoutek David Čáp Čároví: Milan Jindra Daniel Horažďovský |  |
| 6 min                                                                     | 6 min                                                                     | Tresty                               | 4 min                                                                                      | Rozhodčí: Daniel Jechoutek David Čáp Čároví: Milan Jindra Daniel Horažďovský |  |
| 38                                                                        | 38                                                                        | Střely                               | 22                                                                                         | Rozhodčí: Daniel Jechoutek David Čáp Čároví: Milan Jindra Daniel Horažďovský |  |

| 15. listopadu 2021 17.30                                         | HC Benátky nad Jizerou                                           | 3 : 1 (1:0, 0:1, 2:0) | HC Slavia Praha      | Zimní stadion Benátky nad Jizerou Návštěvnost: 244                    |  |
| Jaroslav Pavelka                                                 | Jaroslav Pavelka                                                 | Brankáři              | Roman Málek          | Rozhodčí: Jakub Valenta Radek Wagner Čároví: Václav Beneš Milan Štofa |  |
| Antonín Dušek 11:43' Sebastian Čederle 54:09' Adam Klapka 58:10' | Antonín Dušek 11:43' Sebastian Čederle 54:09' Adam Klapka 58:10' | 1:0 1:1 2:1 3:1       | 25:33' Jaroslav Brož | Rozhodčí: Jakub Valenta Radek Wagner Čároví: Václav Beneš Milan Štofa |  |
| 4 min                                                            | 4 min                                                            | Tresty                | 4 min                | Rozhodčí: Jakub Valenta Radek Wagner Čároví: Václav Beneš Milan Štofa |  |
| 28                                                               | 28                                                               | Střely                | 19                   | Rozhodčí: Jakub Valenta Radek Wagner Čároví: Václav Beneš Milan Štofa |  |

| 17. listopadu 2021 15.00                                                           | HC Slavia Praha                                                                    | 4 : 0 (1:0, 2:0, 1:0) | SC Marimex Kolín | Zimní stadion Eden Návštěvnost: 1117                                            |  |
| Roman Málek                                                                        | Roman Málek                                                                        | Brankáři              | Jakub Tichý      | Rozhodčí: Miroslav Petružálek Přemysl Skopal Čároví: Štefan Belko Petr Bělohlav |  |
| Mikuláš Hovorka 09:31' Lukáš Žejdl 20:50' Jiří Doležal 29:06' Jaroslav Brož 59:14' | Mikuláš Hovorka 09:31' Lukáš Žejdl 20:50' Jiří Doležal 29:06' Jaroslav Brož 59:14' | 1:0 2:0 3:0 4:0       |                  | Rozhodčí: Miroslav Petružálek Přemysl Skopal Čároví: Štefan Belko Petr Bělohlav |  |
| 10 min                                                                             | 10 min                                                                             | Tresty                | 6 min            | Rozhodčí: Miroslav Petružálek Přemysl Skopal Čároví: Štefan Belko Petr Bělohlav |  |
| 33                                                                                 | 33                                                                                 | Střely                | 32               | Rozhodčí: Miroslav Petružálek Přemysl Skopal Čároví: Štefan Belko Petr Bělohlav |  |

| 20. listopadu 2021 17.00                                  | Draci Šumperk                                             | 3 : 4 (2:0, 1:0, 0:4)       | HC Slavia Praha                                                                     | Zimní stadion Šumperk Návštěvnost: 1148                               |  |
| Vojtěch Mokry                                             | Vojtěch Mokry                                             | Brankáři                    | Roman Málek                                                                         | Rozhodčí: Robert Čech Ondřej Šudoma Čároví: Roman Zídek Aleš Roischel |  |
| Aleš Furch 04:52' Petr Gewiese 18:24' Lukáš Žálčík 29:36' | Aleš Furch 04:52' Petr Gewiese 18:24' Lukáš Žálčík 29:36' | 1:0 2:0 3:0 3:1 3:2 3:3 3:4 | 41:14' Patrik Machač 51:42' Patrik Machač 51:57' Daniel Krejčí 58:41' David Šteiner | Rozhodčí: Robert Čech Ondřej Šudoma Čároví: Roman Zídek Aleš Roischel |  |
| 8 min                                                     | 8 min                                                     | Tresty                      | 31 min                                                                              | Rozhodčí: Robert Čech Ondřej Šudoma Čároví: Roman Zídek Aleš Roischel |  |
| 27                                                        | 27                                                        | Střely                      | 37                                                                                  | Rozhodčí: Robert Čech Ondřej Šudoma Čároví: Roman Zídek Aleš Roischel |  |

| 24. listopadu 2021 18.00 | HC Slavia Praha | 5 : 0 kontumačně | SK Kadaň | Zimní stadion Eden |  |

| 27. listopadu 2021 17.30                                                               | HC Dukla Jihlava                                                                       | 4 : 5 (1:2, 3:1, 0:2)               | HC Slavia Praha                                                                                 | Horácký zimní stadion Jihlava Návštěvnost: 718                    |  |
| Maxim Žukov                                                                            | Maxim Žukov                                                                            | Brankáři                            | Roman Málek                                                                                     | Rozhodčí: Jakub Valenta Jan Hucl Čároví: Tomáš Měkýš Ondřej Polák |  |
| Jiří Fronk 03:45' Miroslav Juda 26:31' Daniel Kowalczyk 35:25' Vladislav Houška 36:50' | Jiří Fronk 03:45' Miroslav Juda 26:31' Daniel Kowalczyk 35:25' Vladislav Houška 36:50' | 1:0 1:1 1:2 2:2 3:2 4:2 4:3 4:4 4:5 | 07:02' Filip Vlček 16:56' Lukáš Žejdl 38:29' David Šteiner 48:09' David Šteiner 58:34' Jan Kern | Rozhodčí: Jakub Valenta Jan Hucl Čároví: Tomáš Měkýš Ondřej Polák |  |
| 29 min                                                                                 | 29 min                                                                                 | Tresty                              | 8 min                                                                                           | Rozhodčí: Jakub Valenta Jan Hucl Čároví: Tomáš Měkýš Ondřej Polák |  |
| 29                                                                                     | 29                                                                                     | Střely                              | 33                                                                                              | Rozhodčí: Jakub Valenta Jan Hucl Čároví: Tomáš Měkýš Ondřej Polák |  |

| 29. listopadu 2021 18.00                           | HC Slavia Praha                                    | 1 : 6 (0:3, 1:1, 0:2)       | HC Stadion Litoměřice | Zimní stadion Eden Návštěvnost: 453                                    |  |
| Martin Michajlov (do 20:00) Roman Málek (od 20:01) | Martin Michajlov (do 20:00) Roman Málek (od 20:01) | Brankáři                    | Tomáš Král | Rozhodčí: Luděk Pilný Daniel Jechoutek Čároví: Petr Baxa Petr Bělohlav |  |
| Jaroslav Brož 31:12'                               | Jaroslav Brož 31:12'                               | 0:1 0:2 0:3 1:3 1:4 1:5 1:6 | 04:15' Karel Klikorka 14:26' Martin Kadlec 18:20' Riku Sihvonen 32:15' Jaroslav Kracík 51:28' Martin Procházka 53:28' Jaroslav Kracík | Rozhodčí: Luděk Pilný Daniel Jechoutek Čároví: Petr Baxa Petr Bělohlav |  |
| 10 min                                             | 10 min                                             | Tresty                      | 8 min | Rozhodčí: Luděk Pilný Daniel Jechoutek Čároví: Petr Baxa Petr Bělohlav |  |
| 23                                                 | 23                                                 | Střely                      | 32 | Rozhodčí: Luděk Pilný Daniel Jechoutek Čároví: Petr Baxa Petr Bělohlav |  |

| 1. prosince 2021 18.00 | HC Slavia Praha    | 1 : 2 (0:0, 1:0, 0:2) | VHK ROBE Vsetín                         | Zimní stadion Eden Návštěvnost: 812                                       |  |
| Roman Málek            | Roman Málek        | Brankáři              | Jakub Málek                             | Rozhodčí: Radek Wagner Roman Svoboda Čároví: Martin Kreuzer David Polonyi |  |
| Lukáš Žejdl 20:42'     | Lukáš Žejdl 20:42' | 1:0 1:1 1:2           | 41:48' Jan Berger 44:51' Ondřej Smetana | Rozhodčí: Radek Wagner Roman Svoboda Čároví: Martin Kreuzer David Polonyi |  |
| 12 min                 | 12 min             | Tresty                | 10 min                                  | Rozhodčí: Radek Wagner Roman Svoboda Čároví: Martin Kreuzer David Polonyi |  |
| 27                     | 27                 | Střely                | 28                                      | Rozhodčí: Radek Wagner Roman Svoboda Čároví: Martin Kreuzer David Polonyi |  |

| 4. prosince 2021 16.00                                                                                 | HC RT TORAX Poruba 2011                                                                                | 5 : 4 (1:1, 2:1, 2:2)               | HC Slavia Praha                                                                | Zimní stadion Ostrava-Poruba Návštěvnost: 558                             |  |
| Adam Brízgala                                                                                          | Adam Brízgala                                                                                          | Brankáři                            | Roman Málek                                                                    | Rozhodčí: Tomáš Cabák Kamil Zavřel Čároví: Milan Gančarčík Michael Hranoš |  |
| Martin Réway 19:46' Dominik Hrníčko 26:11' Petr Stloukal 35:06' Dušan Žovinec 47:49' Tomáš Gřeš 58:45' | Martin Réway 19:46' Dominik Hrníčko 26:11' Petr Stloukal 35:06' Dušan Žovinec 47:49' Tomáš Gřeš 58:45' | 0:1 1:1 2:1 2:2 3:2 4:2 4:3 5:3 5:4 | 16:50' Filip Vlček 30:41' Jaroslav Brož 52:44' Filip Vlček 59:52' Tomáš Knotek | Rozhodčí: Tomáš Cabák Kamil Zavřel Čároví: Milan Gančarčík Michael Hranoš |  |
| 6 min                                                                                                  | 6 min                                                                                                  | Tresty                              | 6 min                                                                          | Rozhodčí: Tomáš Cabák Kamil Zavřel Čároví: Milan Gančarčík Michael Hranoš |  |
| 26 | 26 | Střely                              | 31                                                                             | Rozhodčí: Tomáš Cabák Kamil Zavřel Čároví: Milan Gančarčík Michael Hranoš |  |

| 12. prosince 2021 16.00 | HC Stadion Vrchlabí | 0 : 2 (0:1, 0:1, 0:0) | HC Slavia Praha                          | Zimní stadion Vrchlabí Návštěvnost: 576                                   |  |
| Jakub Soukup            | Jakub Soukup        | Brankáři              | Roman Málek                              | Rozhodčí: David Čáp Daniel Jechoutek Čároví: František Štěpánek Petr Baxa |  |
|                         |                     | 0:1 0:2               | 09:42' Václav Veber 24:40' Daniel Krejčí | Rozhodčí: David Čáp Daniel Jechoutek Čároví: František Štěpánek Petr Baxa |  |
| 10 min                  | 10 min              | Tresty                | 16 min                                   | Rozhodčí: David Čáp Daniel Jechoutek Čároví: František Štěpánek Petr Baxa |  |
| 31                      | 31                  | Střely                | 27                                       | Rozhodčí: David Čáp Daniel Jechoutek Čároví: František Štěpánek Petr Baxa |  |

| 27. prosince 2021 17.30 | SK Horácká Slavia Třebíč | 0 : 3 (0:1, 0:2, 0:0) | HC Slavia Praha                                             | KHNP Arena Návštěvnost: 1000                                            |  |
| Pavel Jekel             | Pavel Jekel              | Brankáři              | Roman Málek                                                 | Rozhodčí: Přemysl Skopal Jiří Ondráček Čároví: Tomáš Měkýš Ondřej Polák |  |
|                         |                          | 0:1 0:2 0:3           | 09:01' Radek Havel 27:42' David Šteiner 38:48' Tomáš Knotek | Rozhodčí: Přemysl Skopal Jiří Ondráček Čároví: Tomáš Měkýš Ondřej Polák |  |
| 6 min                   | 6 min                    | Tresty                | 16 min                                                      | Rozhodčí: Přemysl Skopal Jiří Ondráček Čároví: Tomáš Měkýš Ondřej Polák |  |
| 36                      | 36                       | Střely                | 27                                                          | Rozhodčí: Přemysl Skopal Jiří Ondráček Čároví: Tomáš Měkýš Ondřej Polák |  |

| 29. prosince 2021 18.00                                         | HC Slavia Praha                                                 | 3 : 5 (0:2, 1:1, 2:2)           | HC Baník Sokolov                                                                                         | Zimní stadion Eden Návštěvnost: 923                                |  |
| Roman Málek                                                     | Roman Málek                                                     | Brankáři                        | Jakub Neužil                                                                                             | Rozhodčí: Jan Hucl Ondřej Šudoma Čároví: Jan Kleprlík Henrich Kráľ |  |
| Patrik Machač 39:04' Mikuláš Hovorka 47:00' Václav Veber 55:49' | Patrik Machač 39:04' Mikuláš Hovorka 47:00' Václav Veber 55:49' | 0:1 0:2 0:3 1:3 2:3 2:4 2:5 3:5 | 04:43' Jaromír Kverka 18:03' Tomáš Šmerha 26:40' Ondřej Jurčík 50:03' Tomáš Šmerha 52:18' Patrik Prymula | Rozhodčí: Jan Hucl Ondřej Šudoma Čároví: Jan Kleprlík Henrich Kráľ |  |
| 39 min                                                          | 39 min                                                          | Tresty                          | 8 min | Rozhodčí: Jan Hucl Ondřej Šudoma Čároví: Jan Kleprlík Henrich Kráľ |  |
| 36                                                              | 36                                                              | Střely                          | 38 | Rozhodčí: Jan Hucl Ondřej Šudoma Čároví: Jan Kleprlík Henrich Kráľ |  |

| 3. ledna 2022 18.00                                  | LHK Jestřábi Prostějov                               | 3 : 4 PP (3:3, 0:0, 0:0 – 0:1) | HC Slavia Praha                                                                     | Zimní stadion Prostějov Návštěvnost: 694                             |  |
| Ondřej Bláha (do 14:55) Martin Altrichter (od 14:56) | Ondřej Bláha (do 14:55) Martin Altrichter (od 14:56) | Brankáři                       | Roman Málek (do 20:00) Martin Michajlov (od 20:01)                                  | Rozhodčí: Robert Čech Jozef Tvrdoň Čároví: David Otáhal Henrich Kráľ |  |
| Jan Kloz 11:54' Jan Kloz 19:05' Adam Havlík 19:26'   | Jan Kloz 11:54' Jan Kloz 19:05' Adam Havlík 19:26'   | 0:1 0:2 1:2 1:3 2:3 3:3 3:4    | 00:43' Petr Kafka 06:16' Robin Všetečka 14:55' David Šteiner 64:29' Mikuláš Hovorka | Rozhodčí: Robert Čech Jozef Tvrdoň Čároví: David Otáhal Henrich Kráľ |  |
| 4 min                                                | 4 min                                                | Tresty                         | 10 min                                                                              | Rozhodčí: Robert Čech Jozef Tvrdoň Čároví: David Otáhal Henrich Kráľ |  |
| 29                                                   | 29                                                   | Střely                         | 39                                                                                  | Rozhodčí: Robert Čech Jozef Tvrdoň Čároví: David Otáhal Henrich Kráľ |  |

| 5. ledna 2022 18.00                                                                  | HC Slavia Praha                                                                      | 4 : 2 (0:1, 1:0, 3:1)   | HC Slovan Ústí nad Labem             | Zimní stadion Eden Návštěvnost: 636                                       |  |
| Martin Michajlov                                                                     | Martin Michajlov                                                                     | Brankáři                | Lukáš Cikánek                        | Rozhodčí: Jakub Valenta Matěj Sýkora Čároví: Martin Kreuzer David Polonyi |  |
| Mikuláš Hovorka 25:57' Jiří Doležal 43:07' Michal Poletín 55:11' Václav Veber 59:27' | Mikuláš Hovorka 25:57' Jiří Doležal 43:07' Michal Poletín 55:11' Václav Veber 59:27' | 0:1 1:1 2:1 2:2 3:2 4:2 | 14:15' Jan Milfait 52:01' David Tůma | Rozhodčí: Jakub Valenta Matěj Sýkora Čároví: Martin Kreuzer David Polonyi |  |
| 8 min                                                                                | 8 min                                                                                | Tresty                  | 4 min                                | Rozhodčí: Jakub Valenta Matěj Sýkora Čároví: Martin Kreuzer David Polonyi |  |
| 32                                                                                   | 32                                                                                   | Střely                  | 27                                   | Rozhodčí: Jakub Valenta Matěj Sýkora Čároví: Martin Kreuzer David Polonyi |  |

| 8. ledna 2022 15.00                                                                  | HC Slavia Praha                                                                      | 4 : 2 (4:0, 0:2, 0:0)   | AZ Heimstaden Havířov                        | Zimní stadion Eden Návštěvnost: 815                                        |  |
| Roman Málek                                                                          | Roman Málek                                                                          | Brankáři                | Jan Lukáš                                    | Rozhodčí: Radek Wagner Lukáš Bejček Čároví: Richard Coubal Ondřej Kokrment |  |
| Václav Veber 00:20' Mikuláš Hovorka 00:40' Patrik Machač 09:02' Daniel Kružík 11:45' | Václav Veber 00:20' Mikuláš Hovorka 00:40' Patrik Machač 09:02' Daniel Kružík 11:45' | 1:0 2:0 3:0 4:0 4:1 4:2 | 22:39' Adam Křemen 23:10' Vlastimil Dostálek | Rozhodčí: Radek Wagner Lukáš Bejček Čároví: Richard Coubal Ondřej Kokrment |  |
| 8 min                                                                                | 8 min                                                                                | Tresty                  | 8 min                                        | Rozhodčí: Radek Wagner Lukáš Bejček Čároví: Richard Coubal Ondřej Kokrment |  |
| 24                                                                                   | 24                                                                                   | Střely                  | 26                                           | Rozhodčí: Radek Wagner Lukáš Bejček Čároví: Richard Coubal Ondřej Kokrment |  |

| 12. ledna 2022 18.00                                                 | HC Frýdek-Místek                                                     | 3 : 1 (1:0, 0:1, 2:0) | HC Slavia Praha      | Hala Polárka Návštěvnost: 683                                         |  |
| Samuel Baroš                                                         | Samuel Baroš                                                         | Brankáři              | Roman Málek          | Rozhodčí: Tomáš Cabák Ondřej Šudoma Čároví: Tomáš Kučera Pavel Blažek |  |
| Alan Lyszczarczyk 01:02' Vít Christov 40:24' Daniel Krenželok 41:03' | Alan Lyszczarczyk 01:02' Vít Christov 40:24' Daniel Krenželok 41:03' | 1:0 1:1 2:1 3:1       | 33:09' Daniel Kružík | Rozhodčí: Tomáš Cabák Ondřej Šudoma Čároví: Tomáš Kučera Pavel Blažek |  |
| 10 min                                                               | 10 min                                                               | Tresty                | 12 min               | Rozhodčí: Tomáš Cabák Ondřej Šudoma Čároví: Tomáš Kučera Pavel Blažek |  |
| 35                                                                   | 35                                                                   | Střely                | 42                   | Rozhodčí: Tomáš Cabák Ondřej Šudoma Čároví: Tomáš Kučera Pavel Blažek |  |

| 15. ledna 2022 15.00                                                               | HC Slavia Praha                                                                    | 4 : 2 (0:0, 2:0, 2:2)   | HC Benátky nad Jizerou                      | Zimní stadion Eden Návštěvnost: 744                                                    |  |
| Martin Michajlov                                                                   | Martin Michajlov                                                                   | Brankáři                | Daniel Král                                 | Rozhodčí: Miroslav Petružálek Tomáš Zubzanda Čároví: František Štěpánek Stanislav Hnát |  |
| Filip Vlček 32:47' Daniel Krejčí 39:20' Tomáš Pšenička 43:22' David Šteiner 55:52' | Filip Vlček 32:47' Daniel Krejčí 39:20' Tomáš Pšenička 43:22' David Šteiner 55:52' | 1:0 2:0 3:0 3:1 4:1 4:2 | 43:51' Filip Kovář 56:30' Sebastian Čederle | Rozhodčí: Miroslav Petružálek Tomáš Zubzanda Čároví: František Štěpánek Stanislav Hnát |  |
| 8 min                                                                              | 8 min                                                                              | Tresty                  | 2 min                                       | Rozhodčí: Miroslav Petružálek Tomáš Zubzanda Čároví: František Štěpánek Stanislav Hnát |  |
| 31                                                                                 | 31                                                                                 | Střely                  | 33                                          | Rozhodčí: Miroslav Petružálek Tomáš Zubzanda Čároví: František Štěpánek Stanislav Hnát |  |

| 17. ledna 2022 18.00                                                                                     | SC Marimex Kolín                                                                                         | 5 : 1 (1:0, 1:0, 3:1)   | HC Slavia Praha    | Zimní stadion města Kolín Návštěvnost: 1000                          |  |
| Štěpán Lukeš                                                                                             | Štěpán Lukeš                                                                                             | Brankáři                | Martin Michajlov   | Rozhodčí: Matěj Sýkora David Čáp Čároví: Petr Maštalíř Aleš Roischel |  |
| Jakub Sklenář 03:27' Zdeněk Král 26:58' David Šafránek 44:46' Martin Štohanzl 47:22' Matěj Morong 57:21' | Jakub Sklenář 03:27' Zdeněk Král 26:58' David Šafránek 44:46' Martin Štohanzl 47:22' Matěj Morong 57:21' | 1:0 2:0 2:1 3:1 4:1 5:1 | 44:25' Lukáš Žejdl | Rozhodčí: Matěj Sýkora David Čáp Čároví: Petr Maštalíř Aleš Roischel |  |
| 10 min                                                                                                   | 10 min                                                                                                   | Tresty                  | 33 min             | Rozhodčí: Matěj Sýkora David Čáp Čároví: Petr Maštalíř Aleš Roischel |  |
| 37 | 37 | Střely                  | 26                 | Rozhodčí: Matěj Sýkora David Čáp Čároví: Petr Maštalíř Aleš Roischel |  |

| 22. ledna 2022 | SK Kadaň | 0 : 5 kontumačně | HC Slavia Praha | Zimní stadion Kadaň |  |

| 26. ledna 2022 18.00                     | HC Slavia Praha                          | 2 : 3 (1:0, 1:2, 0:1) | HC Dukla Jihlava                                                            | Zimní stadion Eden Návštěvnost: 570                                          |  |
| Martin Michajlov                         | Martin Michajlov                         | Brankáři              | Adam Wolf                                                                   | Rozhodčí: Luděk Pilný Kamil Zavřel Čároví: Stanislav Hnát František Štěpánek |  |
| Filip Vlček 06:03' Tomáš Pšenička 30:32' | Filip Vlček 06:03' Tomáš Pšenička 30:32' | 1:0 1:1 2:1 2:2 2:3   | 27:45' Richard Cachnín 32:43' (t. s.) Tomáš Čachotský 56:59' Matěj Zadražil | Rozhodčí: Luděk Pilný Kamil Zavřel Čároví: Stanislav Hnát František Štěpánek |  |
| 8 min                                    | 8 min                                    | Tresty                | 12 min                                                                      | Rozhodčí: Luděk Pilný Kamil Zavřel Čároví: Stanislav Hnát František Štěpánek |  |
| 28                                       | 28                                       | Střely                | 47                                                                          | Rozhodčí: Luděk Pilný Kamil Zavřel Čároví: Stanislav Hnát František Štěpánek |  |

| 29. ledna 2022 17.00                                                                            | VHK ROBE Vsetín                                                                                 | 5 : 2 (1:1, 1:1, 3:0)       | HC Slavia Praha                         | Na Lapači Návštěvnost: 1000                                              |  |
| Jakub Málek                                                                                     | Jakub Málek                                                                                     | Brankáři                    | Martin Michajlov                        | Rozhodčí: Jakub Koziol Jiří Ondráček Čároví: Václav Hanzlík Henrich Kráľ |  |
| Radim Kucharczyk 06:25' Vít Jonák 27:34' Roman Půček 49:06' Luboš Rob 56:06' Roman Půček 58:53' | Radim Kucharczyk 06:25' Vít Jonák 27:34' Roman Půček 49:06' Luboš Rob 56:06' Roman Půček 58:53' | 1:0 1:1 1:2 2:2 3:2 4:2 5:2 | 18:08' Radek Havel 27:02' Daniil Petrov | Rozhodčí: Jakub Koziol Jiří Ondráček Čároví: Václav Hanzlík Henrich Kráľ |  |
| 6 min                                                                                           | 6 min                                                                                           | Tresty                      | 4 min                                   | Rozhodčí: Jakub Koziol Jiří Ondráček Čároví: Václav Hanzlík Henrich Kráľ |  |
| 31                                                                                              | 31                                                                                              | Střely                      | 35                                      | Rozhodčí: Jakub Koziol Jiří Ondráček Čároví: Václav Hanzlík Henrich Kráľ |  |

| 31. ledna 2022 18.00                                                             | HC Slavia Praha                                                                  | 4 : 5 PP (2:2, 1:0, 1:2 – 0:1)      | HC RT TORAX Poruba 2011                                                                                    | Zimní stadion Eden Návštěvnost: 382                                       |  |
| Martin Holík (do 16:12) Martin Michajlov (od 16:13)                              | Martin Holík (do 16:12) Martin Michajlov (od 16:13)                              | Brankáři                            | Adam Brízgala                                                                                              | Rozhodčí: Michal Kostourek Tomáš Zubzanda Čároví: Jakub Dědek Milan Štofa |  |
| Lukáš Žejdl 07:17' Tomáš Knotek 10:43' Lukáš Žejdl 29:40' Mikuláš Hovorka 54:37' | Lukáš Žejdl 07:17' Tomáš Knotek 10:43' Lukáš Žejdl 29:40' Mikuláš Hovorka 54:37' | 1:0 2:0 2:1 2:2 3:2 4:2 4:3 4:4 4:5 | 11:25' Markus Korkiakoski 16:12' Michal Houdek 56:41' Pavel Jenyš 58:51' Tomáš Gřeš 61:15' Dominik Hrníčko | Rozhodčí: Michal Kostourek Tomáš Zubzanda Čároví: Jakub Dědek Milan Štofa |  |
| 8 min                                                                            | 8 min                                                                            | Tresty                              | 10 min | Rozhodčí: Michal Kostourek Tomáš Zubzanda Čároví: Jakub Dědek Milan Štofa |  |
| 44                                                                               | 44                                                                               | Střely                              | 35 | Rozhodčí: Michal Kostourek Tomáš Zubzanda Čároví: Jakub Dědek Milan Štofa |  |

| 2. února 2022 18.00                                                                              | HC Zubr Přerov                                                                                   | 2 : 1 SN (0:1, 1:0, 0:0 – 0:0 – 1:0)      | HC Slavia Praha                                                                                | Meo Aréna Návštěvnost: 638                                             |  |
| Lukáš Klimeš                                                                                     | Lukáš Klimeš                                                                                     | Brankáři                                  | Martin Michajlov                                                                               | Rozhodčí: Jiří Ondráček Ondřej Šudoma Čároví: Jan Kleprlík Tomáš Měkýš |  |
| Tomáš Šoustal 29:52' Jan Süss Tomáš Šoustala Tomáš Kudělka Jan Svoboda Daniel Indrák Jan Svoboda | Tomáš Šoustal 29:52' Jan Süss Tomáš Šoustala Tomáš Kudělka Jan Svoboda Daniel Indrák Jan Svoboda | 0:1 1:1 Smostatné nájezdy 0:0 0:1 1:1 2:1 | 13:11' Daniel Kružík Lukáš Žejdl Filip Vlček Tomáš Knotek Petr Kafka David Šteiner Filip Vlček | Rozhodčí: Jiří Ondráček Ondřej Šudoma Čároví: Jan Kleprlík Tomáš Měkýš |  |
| 14 min                                                                                           | 14 min                                                                                           | Tresty                                    | 20 min                                                                                         | Rozhodčí: Jiří Ondráček Ondřej Šudoma Čároví: Jan Kleprlík Tomáš Měkýš |  |
| 37                                                                                               | 37                                                                                               | Střely                                    | 28                                                                                             | Rozhodčí: Jiří Ondráček Ondřej Šudoma Čároví: Jan Kleprlík Tomáš Měkýš |  |

| 5. února 2022 12.30                                                          | HC Slavia Praha                                                              | 3 : 2 SN (1:1, 1:1, 0:0 – 0:0 – 1:0)           | HC Stadion Vrchlabí                                                                        | Zimní stadion Eden Návštěvnost: 718                                          |  |
| Martin Michajlov                                                             | Martin Michajlov                                                             | Brankáři                                       | Jakub Soukup                                                                               | Rozhodčí: Radek Wagner Kamil Zavřel Čároví: Daniel Horažďovský Petr Maštalíř |  |
| Filip Vlček 04:10' Petr Kafka 37:25' Filip Vlček Michal Poletín Tomáš Knotek | Filip Vlček 04:10' Petr Kafka 37:25' Filip Vlček Michal Poletín Tomáš Knotek | 1:0 1:1 1:2 2:2 Samostatné nájezdy 0:0 1:0 2:0 | 19:58' Filip Koffer 33:28' Denis Kusý Martin Heřman Patrik Urban Ondřej Matýs Filip Koffer | Rozhodčí: Radek Wagner Kamil Zavřel Čároví: Daniel Horažďovský Petr Maštalíř |  |
| 8 min                                                                        | 8 min                                                                        | Tresty                                         | 10 min                                                                                     | Rozhodčí: Radek Wagner Kamil Zavřel Čároví: Daniel Horažďovský Petr Maštalíř |  |
| 34                                                                           | 34                                                                           | Střely                                         | 25                                                                                         | Rozhodčí: Radek Wagner Kamil Zavřel Čároví: Daniel Horažďovský Petr Maštalíř |  |

| 6. února 2022 15.30                                         | HC Slavia Praha                                             | 3 : 4 PP (0:1, 0:2, 3:0 – 0:1) | HC Zubr Přerov                                                               | Zimní stadion Eden Návštěvnost: 659                                           |  |
| Martin Michajlov                                            | Martin Michajlov                                            | Brankáři                       | Lukáš Klimeš                                                                 | Rozhodčí: Lukáš Bejček Matěj Sýkora Čároví: František Štěpánek Pavel Sedláček |  |
| Petr Kafka 45:35' Daniel Krejčí 53:26' Daniel Kružík 54:01' | Petr Kafka 45:35' Daniel Krejčí 53:26' Daniel Kružík 54:01' | 0:1 0:2 0:3 1:3 2:3 3:3 3:4    | 02:48' Matouš Kratochvil 20:30' Jakub Kubeš 32:59' Jiří Goiš 60:40' Jan Süss | Rozhodčí: Lukáš Bejček Matěj Sýkora Čároví: František Štěpánek Pavel Sedláček |  |
| 6 min                                                       | 6 min                                                       | Tresty                         | 8 min                                                                        | Rozhodčí: Lukáš Bejček Matěj Sýkora Čároví: František Štěpánek Pavel Sedláček |  |
| 32                                                          | 32                                                          | Střely                         | 29                                                                           | Rozhodčí: Lukáš Bejček Matěj Sýkora Čároví: František Štěpánek Pavel Sedláček |  |

| 13. února 2022 15.00                                                                              | HC Slavia Praha                                                                                   | 2 : 1 SN (0:0, 1:0, 0:1 – 0:0 – 1:0)       | Draci Šumperk                                                                                            | Zimní stadion Eden Návštěvnost: 762                                    |  |
| Martin Michajlov                                                                                  | Martin Michajlov                                                                                  | Brankáři                                   | Vojtěch Mokry                                                                                            | Rozhodčí: David Čáp Jakub Valenta Čároví: Martin Kreuzer David Polonyi |  |
| Tomáš Knotek 37:57' Robin Všetečka Michal Poletín Tomáš Knotek Petr Kafka Lukáš Žejdl Filip Vlček | Tomáš Knotek 37:57' Robin Všetečka Michal Poletín Tomáš Knotek Petr Kafka Lukáš Žejdl Filip Vlček | 1:0 1:1 Samostatné nájezdy 0:0 1:0 1:1 2:1 | 54:17' Martin Pěnčík Dávid Kohút Denis Kindl Tomáš Vildumetz Petr Kratochvíl Daniel Vachutka Dávid Kohút | Rozhodčí: David Čáp Jakub Valenta Čároví: Martin Kreuzer David Polonyi |  |
| 16 min                                                                                            | 16 min                                                                                            | Tresty                                     | 12 min                                                                                                   | Rozhodčí: David Čáp Jakub Valenta Čároví: Martin Kreuzer David Polonyi |  |
| 54                                                                                                | 54                                                                                                | Střely                                     | 24 | Rozhodčí: David Čáp Jakub Valenta Čároví: Martin Kreuzer David Polonyi |  |

| 16. února 2022 17.30 | HC Stadion Litoměřice | 0 : 2 (0:1, 0:0, 0:1) | HC Slavia Praha                          | Kalich aréna Návštěvnost: 1000                                                      |  |
| Tomáš Král           | Tomáš Král            | Brankáři              | Martin Michajlov                         | Rozhodčí: Tomáš Zubzanda Michal Kostourek Čároví: Daniel Horažďovský Stanislav Hnát |  |
|                      |                       | 0:1 0:2               | 10:53' Robin Všetečka 53:14' Lukáš Žejdl | Rozhodčí: Tomáš Zubzanda Michal Kostourek Čároví: Daniel Horažďovský Stanislav Hnát |  |
| 8 min                | 8 min                 | Tresty                | 32 min                                   | Rozhodčí: Tomáš Zubzanda Michal Kostourek Čároví: Daniel Horažďovský Stanislav Hnát |  |
| 22                   | 22                    | Střely                | 30                                       | Rozhodčí: Tomáš Zubzanda Michal Kostourek Čároví: Daniel Horažďovský Stanislav Hnát |  |

| 23. února 2022 18.00                   | HC Slavia Praha                        | 2 : 0 (0:0, 1:0, 1:0) | SK Horácká Slavia Třebíč | Zimní stadion Eden Návštěvnost: 626                                    |  |
| Martin Michajlov                       | Martin Michajlov                       | Brankáři              | Pavel Jekel              | Rozhodčí: Luděk Pilný Ondřej Šudoma Čároví: Václav Beneš Roman Komínek |  |
| Lukáš Žejdl 37:03' Tomáš Knotek 56:48' | Lukáš Žejdl 37:03' Tomáš Knotek 56:48' | 1:0 2:0               |                          | Rozhodčí: Luděk Pilný Ondřej Šudoma Čároví: Václav Beneš Roman Komínek |  |
| 6 min                                  | 6 min                                  | Tresty                | 6 min                    | Rozhodčí: Luděk Pilný Ondřej Šudoma Čároví: Václav Beneš Roman Komínek |  |
| 38                                     | 38                                     | Střely                | 21                       | Rozhodčí: Luděk Pilný Ondřej Šudoma Čároví: Václav Beneš Roman Komínek |  |

| 26. února 2022 17.00 | HC Baník Sokolov | 7 : 6 PP (3:3, 1:2, 2:1 – 1:0)                      | HC Slavia Praha | Zimní stadion Sokolov Návštěvnost: 713                                         |  |
| Adam Beran | Adam Beran | Brankáři                                            | Martin Michajlov | Rozhodčí: Michal Kostourek Matěj Sýkora Čároví: Richard Coubal Ondřej Kokrment |  |
| Tomáš Rohan 02:33' Tomáš Jandus 05:06' Jaromír Kverka 15:02' Daniel Přibyl 20:37' Jaromír Kverka 45:23' Jan Novák 49:47' Vojtěch Tomi 63:11' | Tomáš Rohan 02:33' Tomáš Jandus 05:06' Jaromír Kverka 15:02' Daniel Přibyl 20:37' Jaromír Kverka 45:23' Jan Novák 49:47' Vojtěch Tomi 63:11' | 1:0 1:1 2:1 2:2 2:3 3:3 4:3 4:4 4:5 4:6 5:6 6:6 7:6 | 02:47' Jaroslav Brož 08:46' Martin Ondráček 14:02' Daniel Kružík 21:49' Daniel Kružík 32:08' Filip Vlček 41:02' Jindřich Barák | Rozhodčí: Michal Kostourek Matěj Sýkora Čároví: Richard Coubal Ondřej Kokrment |  |
| 4 min | 4 min | Tresty                                              | 12 min | Rozhodčí: Michal Kostourek Matěj Sýkora Čároví: Richard Coubal Ondřej Kokrment |  |
| 30 | 30 | Střely                                              | 29 | Rozhodčí: Michal Kostourek Matěj Sýkora Čároví: Richard Coubal Ondřej Kokrment |  |

| 28. února 2022 18.00 | HC Slavia Praha | 5 : 4 SN (3:2, 1:1, 0:1 – 0:0 – 1:0)                       | LHK Jestřábi Prostějov | Zimní stadion Eden Návštěvnost: 677                                         |  |
| Martin Michajlov | Martin Michajlov | Brankáři                                                   | Ondřej Bláha | Rozhodčí: Jan Hucl Miroslav Petružálek Čároví: Martin Kreuzer David Polonyi |  |
| Matyáš Zelingr 06:17' Filip Vlček 09:30' Petr Kafka 16:45' Daniel Kružík 24:16' Filip Vlček Robin Všetečka Lukáš Žejdl Petr Kafka Tomáš Knotek Filip Vlček Tomáš Knotek | Matyáš Zelingr 06:17' Filip Vlček 09:30' Petr Kafka 16:45' Daniel Kružík 24:16' Filip Vlček Robin Všetečka Lukáš Žejdl Petr Kafka Tomáš Knotek Filip Vlček Tomáš Knotek | 1:0 2:0 2:1 3:1 3:2 4:2 4:3 4:4 Samostatné nájezdy 0:0 1:0 | 09:57' Tomáš Jáchym 18:18' Marek Račuk 31:19' Petr Beránek 58:46' Jiří Klimíček Martin Novák Tomáš Jiránek Jan Kloz Jan Rudovský Jiří Klimíček Petr Mrázek Jan Kloz | Rozhodčí: Jan Hucl Miroslav Petružálek Čároví: Martin Kreuzer David Polonyi |  |
| 8 min | 8 min | Tresty                                                     | 6 min | Rozhodčí: Jan Hucl Miroslav Petružálek Čároví: Martin Kreuzer David Polonyi |  |
| 26 | 26 | Střely                                                     | 30 | Rozhodčí: Jan Hucl Miroslav Petružálek Čároví: Martin Kreuzer David Polonyi |  |

| 2. března 2022 18.00 | HC Slovan Ústí nad Labem | 1 : 4 (0:2, 1:1, 0:1) | HC Slavia Praha                                                                    | Zimní stadion Ústí nad Labem Návštěvnost: 1528                           |  |
| Šimon Zajíček        | Šimon Zajíček            | Brankáři              | Martin Michajlov                                                                   | Rozhodčí: Tomáš Veselý Matěj Sýkora Čároví: Stanislav Hnát Petr Maštalíř |  |
| Tomáš Urban 33:11'   | Tomáš Urban 33:11'       | 0:1 0:2 1:2 1:3 1:4   | 01:23' Martin Ondráček 15:47' Tomáš Knotek 39:33' Radek Havel 52:21' Patrik Machač | Rozhodčí: Tomáš Veselý Matěj Sýkora Čároví: Stanislav Hnát Petr Maštalíř |  |
| 8 min                | 8 min                    | Tresty                | 12 min                                                                             | Rozhodčí: Tomáš Veselý Matěj Sýkora Čároví: Stanislav Hnát Petr Maštalíř |  |
| 30                   | 30                       | Střely                | 22                                                                                 | Rozhodčí: Tomáš Veselý Matěj Sýkora Čároví: Stanislav Hnát Petr Maštalíř |  |

### Playoff

#### Předkolo
| 5. března 2022 17.00 | HC Frýdek-Místek    | 1 : 4 (0:2, 1:1, 0:1) | HC Slavia Praha                                                               | Hala Polárka Návštěvnost: 1272                                     |  |
| Samuel Baroš         | Samuel Baroš        | Brankáři              | Martin Michajlov                                                              | Rozhodčí: Filip Vrba Jozef Tvrdoň Čároví: Roman Zídek Ondřej Polák |  |
| David Klimša 23:35'  | David Klimša 23:35' | 0:1 0:2 1:2 1:3 1:4   | 09:01' Lukáš Žejdl 19:47' Daniel Kružík 29:07' Petr Kafka 59:20' Jiří Doležal | Rozhodčí: Filip Vrba Jozef Tvrdoň Čároví: Roman Zídek Ondřej Polák |  |
| 6 min                | 6 min               | Tresty                | 8 min                                                                         | Rozhodčí: Filip Vrba Jozef Tvrdoň Čároví: Roman Zídek Ondřej Polák |  |
| 21                   | 21                  | Střely                | 32                                                                            | Rozhodčí: Filip Vrba Jozef Tvrdoň Čároví: Roman Zídek Ondřej Polák |  |

| 7. března 2022 18.00 | HC Slavia Praha  | 0 : 3 (0:1, 0:1, 0:1) | HC Frýdek-Místek                                                       | Zimní stadion Eden Návštěvnost: 702                                        |  |
| Martin Michajlov     | Martin Michajlov | Brankáři              | Samuel Baroš                                                           | Rozhodčí: Michal Kostourek Jakub Valenta Čároví: Pavel Blažek Henrich Kráľ |  |
|                      |                  | 0:1 0:2 0:3           | 14:33' Ondrej Šedivý 37:56' Alan Lyszczarczyk 50:18' Alan Lyszczarczyk | Rozhodčí: Michal Kostourek Jakub Valenta Čároví: Pavel Blažek Henrich Kráľ |  |
| 12 min               | 12 min           | Tresty                | 8 min                                                                  | Rozhodčí: Michal Kostourek Jakub Valenta Čároví: Pavel Blažek Henrich Kráľ |  |
| 28                   | 28               | Střely                | 30                                                                     | Rozhodčí: Michal Kostourek Jakub Valenta Čároví: Pavel Blažek Henrich Kráľ |  |

| 8. března 2022 18.00                 | HC Slavia Praha                      | 2 : 1 (0:1, 0:0, 2:0) | HC Frýdek-Místek     | Zimní stadion Eden Návštěvnost: 511                                          |  |
| Martin Michajlov                     | Martin Michajlov                     | Brankáři              | Samuel Baroš         | Rozhodčí: Miroslav Petružálek Lukáš Květoň Čároví: Václav Beneš Štefan Belko |  |
| Jan Kern 42:44' Daniel Kružík 44:51' | Jan Kern 42:44' Daniel Kružík 44:51' | 0:1 1:1 1:2           | 17:04' Bartosz Ciura | Rozhodčí: Miroslav Petružálek Lukáš Květoň Čároví: Václav Beneš Štefan Belko |  |
| 10 min                               | 10 min                               | Tresty                | 8 min                | Rozhodčí: Miroslav Petružálek Lukáš Květoň Čároví: Václav Beneš Štefan Belko |  |
| 38                                   | 38                                   | Střely                | 31                   | Rozhodčí: Miroslav Petružálek Lukáš Květoň Čároví: Václav Beneš Štefan Belko |  |

#### Čtvrtfinále
| 10. března 2022 17.30 | VHK ROBE Vsetín      | 1 : 2 (0:1, 1:1, 0:0) | HC Slavia Praha                        | Na Lapači Návštěvnost: 2850                                       |  |
| Jakub Málek           | Jakub Málek          | Brankáři              | Martin Michajlov                       | Rozhodčí: Robert Čech Jan Hucl Čároví: Ondřej Polák Roman Komínek |  |
| Daniel Klímek 22:05'  | Daniel Klímek 22:05' | 0:1 1:1 1:2           | 15:07' Radek Havel 36:15' Jiří Doležal | Rozhodčí: Robert Čech Jan Hucl Čároví: Ondřej Polák Roman Komínek |  |
| 8 min                 | 8 min                | Tresty                | 29 min                                 | Rozhodčí: Robert Čech Jan Hucl Čároví: Ondřej Polák Roman Komínek |  |
| 25                    | 25                   | Střely                | 26                                     | Rozhodčí: Robert Čech Jan Hucl Čároví: Ondřej Polák Roman Komínek |  |

| 11. března 2022 17.30                  | VHK ROBE Vsetín                        | 2 : 0 (0:0, 0:0, 2:0) | HC Slavia Praha  | Na Lapači Návštěvnost: 3300                                            |  |
| Jakub Málek                            | Jakub Málek                            | Brankáři              | Martin Michajlov | Rozhodčí: Lukáš Bejček Jozef Tvrdoň Čároví: Václav Hanzlík Jan Vašíček |  |
| Adam Zeman 41:24' Adam Hořanský 59:32' | Adam Zeman 41:24' Adam Hořanský 59:32' | 1:0 2:0               |                  | Rozhodčí: Lukáš Bejček Jozef Tvrdoň Čároví: Václav Hanzlík Jan Vašíček |  |
| 8 min                                  | 8 min                                  | Tresty                | 10 min           | Rozhodčí: Lukáš Bejček Jozef Tvrdoň Čároví: Václav Hanzlík Jan Vašíček |  |
| 29                                     | 29                                     | Střely                | 17               | Rozhodčí: Lukáš Bejček Jozef Tvrdoň Čároví: Václav Hanzlík Jan Vašíček |  |

| 14. března 2022 18.00                                                                         | HC Slavia Praha                                                                               | 5 : 3 (1:1, 4:0, 0:2)           | VHK ROBE Vsetín                                           | Zimní stadion Eden Návštěvnost: 1566                                    |  |
| Martin Michajlov                                                                              | Martin Michajlov                                                                              | Brankáři                        | Jakub Málek (do 24:16) David Gába (od 24:17)              | Rozhodčí: Michal Kostourek Luděk Pilný Čároví: Milan Jindra Milan Štofa |  |
| Tomáš Knotek 15:02' Filip Vlček 26:13' Jan Kern 27:00' Petr Kafka 36:14' Daniel Kružík 37:12' | Tomáš Knotek 15:02' Filip Vlček 26:13' Jan Kern 27:00' Petr Kafka 36:14' Daniel Kružík 37:12' | 0:1 1:1 2:1 3:1 4:1 5:1 5:2 5:3 | 03:20' Roman Půček 49:57' Ondřej Smetana 57:26' Luboš Rob | Rozhodčí: Michal Kostourek Luděk Pilný Čároví: Milan Jindra Milan Štofa |  |
| 29 min                                                                                        | 29 min                                                                                        | Tresty                          | 46 min                                                    | Rozhodčí: Michal Kostourek Luděk Pilný Čároví: Milan Jindra Milan Štofa |  |
| 31                                                                                            | 31                                                                                            | Střely                          | 34                                                        | Rozhodčí: Michal Kostourek Luděk Pilný Čároví: Milan Jindra Milan Štofa |  |

| 15. března 2022 18.00             | HC Slavia Praha                   | 2 : 3 PP (0:0, 1:1, 1:1 – 0:1) | VHK ROBE Vsetín                                                | Zimní stadion Eden Návštěvnost: 1732                                             |  |
| Martin Michajlov                  | Martin Michajlov                  | Brankáři                       | Jakub Málek                                                    | Rozhodčí: Jiří Ondráček Miroslav Petružálek Čároví: Václav Beneš Ondřej Kokrment |  |
| Petr Kafka 25:42' Jan Kern 51:48' | Petr Kafka 25:42' Jan Kern 51:48' | 1:0 1:1 1:2 2:2 2:3            | 28:02' Jan Berger 44:10' Radim Kucharczyk 73:46' Daniel Klímek | Rozhodčí: Jiří Ondráček Miroslav Petružálek Čároví: Václav Beneš Ondřej Kokrment |  |
| 6 min                             | 6 min                             | Tresty                         | 6 min                                                          | Rozhodčí: Jiří Ondráček Miroslav Petružálek Čároví: Václav Beneš Ondřej Kokrment |  |
| 28                                | 28                                | Střely                         | 42                                                             | Rozhodčí: Jiří Ondráček Miroslav Petružálek Čároví: Václav Beneš Ondřej Kokrment |  |

| 17. března 2022 17.30                                                                         | VHK ROBE Vsetín                                                                               | 5 : 1 (3:0, 0:1, 2:0)   | HC Slavia Praha             | Na Lapači Návštěvnost: 4300                                           |  |
| Jakub Málek                                                                                   | Jakub Málek                                                                                   | Brankáři                | Martin Michajlov            | Rozhodčí: Tomáš Cabák Jakub Šindel Čároví: Václav Beneš Roman Komínek |  |
| Vít Jonák 03:47' Vít Jonák 05:58' Tomáš Pitule 07:10' David Vítek 45:00' Daniel Klímek 47:21' | Vít Jonák 03:47' Vít Jonák 05:58' Tomáš Pitule 07:10' David Vítek 45:00' Daniel Klímek 47:21' | 1:0 2:0 3:0 3:1 4:1 5:1 | 37:20' (t. s.) Tomáš Knotek | Rozhodčí: Tomáš Cabák Jakub Šindel Čároví: Václav Beneš Roman Komínek |  |
| 8 min                                                                                         | 8 min                                                                                         | Tresty                  | 39 min                      | Rozhodčí: Tomáš Cabák Jakub Šindel Čároví: Václav Beneš Roman Komínek |  |
| 41                                                                                            | 41                                                                                            | Střely                  | 34                          | Rozhodčí: Tomáš Cabák Jakub Šindel Čároví: Václav Beneš Roman Komínek |  |